# Primera División 1914 (Uruguay)
Het seizoen 1914 van de Primera División was het veertiende seizoen van de hoogste Uruguayaanse voetbalcompetitie, georganiseerd door de Liga Uruguaya de Football. De Primera División was een amateurcompetitie, pas vanaf 1932 werd het een professionele competitie.

## Teams
Er namen acht ploegen deel aan de Primera División tijdens het seizoen 1914. Zeven ploegen wisten zich vorig seizoen te handhaven en CA Independencia promoveerde vanuit de Segunda División. Zij kwamen in de plaats van het gedegradeerde Bristol FC.
Vijfvoudig kampioen C.U.R.C.C. schafte hun voetbalafdeling eind 1913 af. Deze ging zelfstandig verder onder de naam CA Peñarol, dat als rechtmatige opvolger van C.U.R.C.C. wordt gezien. Peñarol nam de plek van C.U.R.C.C. in de competitie over. De periode tussen 1891 en 1914 wordt dan ook gezien als onderdeel van de historie en erelijst van Peñarol.
| Club                      | Stad       | Stadion               | Vorig seizoen |
| ------------------------- | ---------- | --------------------- | ------------- |
| Central FC                | Montevideo | Cancha Punta Carretas | 4e            |
| CA Independencia          | Montevideo | Onbekend              | 1e (2ª)       |
| Montevideo Wanderers FC   | Montevideo | Estadio Belvedere     | 5e            |
| Club Nacional de Football | Montevideo | Gran Parque Central   | 2e            |
| CA Peñarol                | Montevideo | Estadio Belvedere     | 3e            |
| Reformers FC              | Montevideo | Onbekend              | 6e            |
| River Plate FC            | Montevideo | Parque Lugano         | 1e            |
| Universal FC              | Montevideo | Parque Salvo          | 7e            |

## Competitie-opzet
Alle deelnemende clubs speelden tweemaal tegen elkaar (thuis en uit). De ploeg met de meeste punten werd kampioen.
De titelstrijd ging in 1914 tussen titelverdediger Club Nacional de Football, hun rivaal CA Peñarol en River Plate FC. Nacional en River Plate konden voor de vierde keer kampioen worden, Peñarol was op jacht naar hun zesde titel (maar de eerste onder de naam Peñarol). Uiteindelijk verloren alle drie de clubs slechts één wedstrijd. Nacional had daarnaast acht duels gewonnen en vijf gelijkgespeeld. Hierdoor eindigden ze één punt achter River Plate en Peñarol, die allebei viermaal gelijkspeelden en negen zeges hadden geboekt. Voor de tweede keer eindigden twee ploegen op een gedeelde eerste plek (de eerste keer was in 1903). Er werd een beslissingswedstrijd gespeeld om de landstitel, maar Peñarol en River Plate speelden die wedstrijd met 1–1 gelijk. Een tweede beslissingswedstrijd bracht eveneens geen beslissing, ook deze eindigde in 1–1. Het derde duel wist River Plate met 1–0 te winnen. Deze zege bracht de Darseneros hun vierde landstitel.
Achter de top-drie eindigde Universal FC op geruime afstand als vierde. Promovendus CA Independencia won geen enkel duel en eindigde als laatste, maar degradeerde niet. De competitie werd voor volgend seizoen uitgebreid naar tien ploegen.

### Kwalificatie voor internationale toernooien
Sinds 1900 werd de Copa de Competencia Chevallier Boutell (ook wel bekend als de Tie Cup) gespeeld tussen Uruguayaanse en Argentijnse clubs. De winnaar van de Copa Competencia kwalificeerde zich als Uruguayaanse deelnemer voor dit toernooi. Sinds 1905 werd om een tweede Rioplatensische beker gespeeld, de Copa de Honor Cousenier. De winnaar van de Copa de Honor plaatste zich namens Uruguay voor dit toernooi. De Copa Competencia en Copa de Honor waren allebei een officiële Copa de la Liga, maar maakten geen deel uit van de Primera División.
In 1913 werd er een derde Rioplatensische beker geïntroduceerd, de Copa Ricardo Aldao (afgekort tot Copa Aldao). genoemd naar de voorzitter van het Argentijnse Club de Gimnasia y Esgrima die de beker had geschonken. De Copa Aldao werd betwist tussen de landskampioenen van beide landen om zo te bepalen wie zich de beste Rioplatensische ploeg zou mogen noemen. In tegenstelling tot de andere twee bekers (waarvan de Uruguayaanse deelnemer werd bepaald in een apart toernooi) werd de Uruguayaanse club die aan de Copa Aldao meedeed dus wel bepaald middels de Primera División.
Wegens verschillen tussen de LUF en de AAF (Argentijnse voetbalbond) werden de Copa de Honor en de Copa Aldao dit seizoen niet gespeeld. De Tie Cup vond wel doorgang, maar in plaats van Club Nacional de Football (winnaar van de Copa Competencia) speelde Bristol FC, de kampioen van de tweede klasse, namens Uruguay in dit toernooi.

### Eindstand
|    | Club                      | Sp. | W | G | V  | Pnt. | DV | DT | DS  |
| -- | ------------------------- | --- | - | - | -- | ---- | -- | -- | --- |
| 1. | River Plate FC            | 14  | 9 | 4 | 1  | 22   | 21 | 8  | +13 |
| 2. | CA Peñarol                | 14  | 9 | 4 | 1  | 22   | 22 | 8  | +14 |
| 3. | Club Nacional de Football | 14  | 8 | 5 | 1  | 21   | 26 | 11 | +15 |
| 4. | Universal FC              | 14  | 6 | 2 | 6  | 14   | 27 | 24 | +3  |
| 5. | Montevideo Wanderers FC   | 14  | 5 | 2 | 7  | 12   | 19 | 20 | –1  |
| 6. | Reformers FC              | 14  | 4 | 2 | 8  | 10   | 16 | 29 | –13 |
| 7. | Central FC                | 14  | 3 | 3 | 8  | 9    | 11 | 19 | –8  |
| 8. | CA Independencia          | 14  | 0 | 2 | 12 | 2    | 8  | 31 | –23 |

### Legenda
| Kleur | Kwalificatie voor             |
| ----- | ----------------------------- |
|       | Beslissingswedstrijd om titel |

### Beslissingswedstrijden
|                      |                |       |            |            |
| Beslissingswedstrijd | River Plate FC | 1 - 1 | CA Peñarol | Montevideo |
| Beslissingswedstrijd |                |       |            | Montevideo |

|                             |                |       |            |            |
| Tweede beslissingswedstrijd | River Plate FC | 1 - 1 | CA Peñarol | Montevideo |
| Tweede beslissingswedstrijd |                |       |            | Montevideo |

|                            |                |       |            |            |
| Derde beslissingswedstrijd | River Plate FC | 1 - 0 | CA Peñarol | Montevideo |
| Derde beslissingswedstrijd |                |       |            | Montevideo |

| Winnaar Primera División 1914 |
| ----------------------------- |
| River Plate FC 4e titel       |

1900 · 1901 · 1902 · 1903 · 1904 · 1905 · 1906 · 1907 · 1908 · 1909 · 1910 · 1911 · 1912 · 1913 · 1914 · 1915 · 1916 · 1917 · 1918 · 1919 · 1920 · 1921 · 1922 · 1923 · 1924 · 1925 · 1926 · 1927 · 1928 · 1929 · 1930 · 1931 · 1932 · 1933 · 1934 · 1935 · 1936 · 1937 · 1938 · 1939 · 1940 · 1941 · 1942 · 1943 · 1944 · 1945 · 1946 · 1947 · 1948 · 1949 · 1950 · 1951 · 1952 · 1953 · 1954 · 1955 · 1956 · 1957 · 1958 · 1959 · 1960 · 1961 · 1962 · 1963 · 1964 · 1965 · 1966 · 1967 · 1968 · 1969 · 1970 · 1971 · 1972 · 1973 · 1974 · 1975 · 1976 · 1977 · 1978 · 1979 · 1980 · 1981 · 1982 · 1983 · 1984 · 1985 · 1986 · 1987 · 1988 · 1989 · 1990 · 1991 · 1992 · 1993 · 1994 · 1995 · 1996 · 1997 · 1998 · 1999 · 2000 · 2001 · 2002 · 2003 ·  2004 · 2005 · 2005/06 · 2006/07 · 2007/08 · 2008/09 · 2009/10 · 2010/11 ·  2011/12 · 2012/13 · 2013/14 · 2014/15 · 2015/16 · 2016 · 2017 · 2018 · 2019 · 2020 · 2021 · 2022 · 2023